# St. Bernhard (Köln)

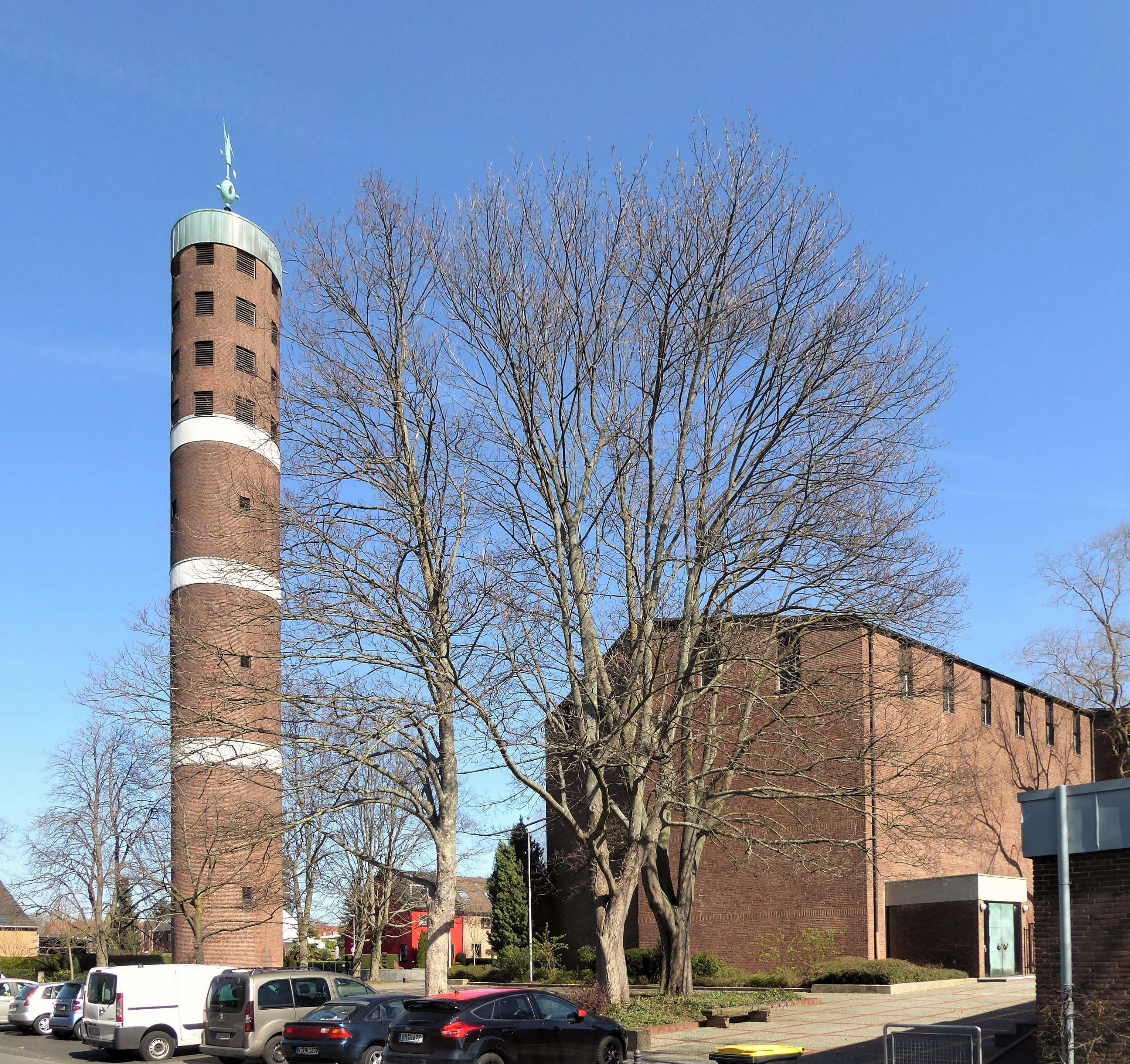
Köln, St. Bernhard

St. Bernhard ist eine römisch-katholische Kirche im linksrheinischen Kölner Stadtteil Longerich. Sie ist eine Filialkirche im Pfarrverband Longerich/Lindweiler des Dekanats Köln-Nippes im Erzbistum Köln. Im Rahmen eines Umbaus wurde das Langhaus der Kirche 2021 zu einem Depot des Erzbistums hergerichtet und vom Gottesdienstraum abgetrennt.

## Geschichte
Am 1. Januar 1959 wurde die Pfarrgemeinde St. Bernhard gegründet. Am 2. Oktober 1960 wurde der Grundstein gelegt. Nach Plänen des Kölner Architekten Fritz Lill wurde die Kirche St. Bernhard über einem T-förmigen Grundriss  errichtet und 1961 fertig gestellt. Am 3. Dezember 1961, dem ersten Adventssonntag, wurde sie von Weihbischof Wilhelm Cleven konsekriert. Sie wurde dem Gründer des Zisterzienserordens, dem heiligen Bernhard von Clairvaux, geweiht und war der größte Nachkriegs-Kirchenbau in der Erzdiözese Köln.
Der freistehende Glockenturm mit einer auf einer Weltkugel stehenden Bernhard-Figur wurde nach einem Entwurf des Kölner Bildhauers Elmar Hillebrand errichtet.
Zusammen mit dem Pfarrzentrum war St. Bernhard Mittelpunkt der sog. Katholikentagssiedlung, deren erster Spatenstich 1956 während des 77. Deutschen Katholikentags in Köln erfolgte. Diese Siedlung war damals eine der kinderreichsten Siedlungen Europas.
Erster Pfarrer der neuen Gemeinde war Johannes Sporer, ihm folgte 1971 Pfarrer Georg Biesenbach.
In Gemeinschaft mit der älteren ehemaligen Nachbargemeinde Christ König entstand am 1. Januar 2002 eine neue Pfarrgemeinde im Seelsorgebereich Longerich-Lindweiler mit St. Bernhard als Filialkirche. Nach der Verabschiedung von Pfr. Biesenbach wurde die Pfarrleitung dem Pfarrer der benachbarten Pfarrei St. Dionysius übertragen. Am 1. Januar 2010 ging die Gemeinde samt dem Kirchort St. Bernhard in einer gemeinsamen Pfarrei mit den benachbarten Kirchorten unter dem Patronat der Longericher Alt-Gemeinde St. Dionysius auf.

## Architektur und Innenausstattung

### Bauliche Merkmale
Der dem Ideal der Zisterzienser entsprechende sehr schlichte rote Backsteinbau mit einem hohen Rundturm hat die Form einer Arche, wovon auch ein von der deutschen Bildhauerin Elisabeth Baumeister-Bühler geschaffenes Relief der Arche Noah am Eingang zeugt.
Das Langschiff wurde 2021 durch den Einbau einer Trennwand, im stumpfen Winkel, dem Gottesdienstraum entzogen; dieser ist nun deutlich verkleinert und beschränkt sich auf den Chorbereich. Der neue Raum dient nunmehr als Lagerraum für sakrale Gegenstände profanierter Kirchen im Erzbistum  Köln.

### Taufbecken und Tabernakel
Das ursprünglich an der Westseite des Hauptschiffes leicht vertieft aufgestellte Taufbecken, dessen Kupferdeckel mit einer Taube als Heilig-Geist-Symbol gekrönt ist, stammt ebenso wie der Tabernakel von dem Gold- und Silberschmied Hein Wimmer. Nach dem Umbau der Kirche im Jahr 2021 wurde das Taufbecken an neuer Stelle im nördlichen Teil der Kirche (ehemaliges Seitenschiff) aufgestellt.

### Kreuz
Die östliche Wand hinter dem Altar wird durch ein großes, rundes bronzenes Kreuz dominiert, das von Blasius Spreng (München) geschaffen wurde und vor dem Umbau vom früheren Hauptschiff aus Blickfang in der geräumigen Kirche war.

### Orgel
Die 1967 von der Bonner Orgelbaufirma Johannes Klais errichtete Orgel mit mechanischer Spieltraktur und elektrischer Registertraktur besitzt 36 Register und drei Manuale sowie Pfeifen aus Kupfer. Der Orgelprospekt ist asymmetrisch angeordnet.
Die Firma Klais renovierte das Instrument 2008 und baute im darauf folgenden Jahr eine Setzeranlage ein.

### Kirchenfenster
Die 36 Bleiglasfenster von 1961 sind Werke von Hein Derich aus Kevelaer nach Entwürfen des Glasmalerei-Künstlers Wilhelm Schmitz-Steinkrüger. Sie befinden sich im Langhaus, in der Rückwand, im Querschiff, über dem Altarraum und hinter der Tabernakelstele und zeigen zum großen Teil vielfältige Motive sowohl aus Gottes Schöpfung als auch aus der Technik. Dargestellt werden Motive der Schöpfung wie Blumen, Ähren, Bäume, Fische, Widder, Schnecke, Spinnennetz, Berge, Wolken, Regen, Regenbogen, Blitze, Sonne, Mond, Sterne, Weltall, als Zyklus der Gesang der Jünglinge im Feuerofen mit zahlreichen Engeln sowie auch Musikinstrumente, Düsenflugzeug, Stromleitungen und das Brüsseler Atomium. Seit dem Umbau im Jahr 2021 ist der größte Teil der Fenster nicht mehr zugänglich bzw. sichtbar.

## Glocken
Das vierstimmige Geläut stammt von der Glockengießerei Petit & Edelbrock aus Gescher. Die Töne g′ der 500-kg-Glocke, a′ der 501-kg-Glocke, c″ der 295-kg-Glocke und d″ der 207-kg-Glocke sind auf die Glockentöne der Nachbarkirchen St. Dionysius und Christ König abgestimmt.